# Рёгнер, Хайнц
Хайнц Рёгнер (нем. Heinz Rögner; 16 января 1929, Лейпциг — 10 декабря 2001, там же) — немецкий дирижёр.
Окончил Лейпцигскую консерваторию (1951), где учился у Эгона Бёльше (дирижирование), Отто Гутшлихта (скрипка) и Хуго Штойрера (фортепиано); одновременно с обучением работал репетитором в оперном театре Веймара. В 1958—1962 гг. возглавлял Оркестр Лейпцигского радио, с 1962 г. музыкальный руководитель Берлинской оперы. В 1974—1994 гг. главный дирижёр Оркестра Берлинского радио, одновременно был тесно связан с японским Симфоническим оркестром Йомиури (с 1978 г. постоянный приглашённый дирижёр, в 1984—1992 гг. главный дирижёр). Преподавал в Берлинской Высшей школе музыки имени Эйслера.
К наиболее заметным работам Рёгнера относятся его интерпретации немецкой позднеромантической музыки — прежде всего, Антона Брукнера, Густава Малера и Макса Регера.